# Печера патріархів
Печера патріархів (івр. מְעָרַת הַמַּכְפֵּלָה Меарат га-махпела, «Подвійна печера»; араб. الحرم الإبراهيمي, Харам аль-Ібрагімі «Печера Ібрагіма») — гробниця у місті Хеврон в Палестині, де, згідно з Біблією, поховані патріархи з дружинами. Вважається, що там похоронені Авраам з Саррою, Ісаак з Ревекою, Яків з Лією. Також згідно з єврейською релігійною традицією тут поховані Адам та Єва.

## Історія
Авраам купив це місце у хетта Ефрона за 400 шекелів срібла, щоб похоронити свою дружину Сару. Згодом і сам Авраам був похоронений у печері. Пізніше тут похоронили Ісаака та Якова і їхніх дружин. 
За часів Ірода Великого над гробницею побудували фортецю. У візантійський період у південно-східному кутку фортеці була побудована невелика християнська базиліка. В цей час юдейська та християнські громади спільно володіли гробницею.
У 614 році сасанідські перси захопили територію Палестини і зруйнували замок, залишивши тільки руїни; але у 637 році, область перейшла під контроль арабських мусульман і будівля була реконструйована у вигляді критої мечеті.
У 1100 році, після того, як регіон був захоплений хрестоносцями, замок знову став християнським і мусульманам було заборонено відвідувати гробницю. У 1113 році під час правління Балдуїна II Єрусалимського, за словами очевидців, обвалилася частина печери, вивільнивши вхід у гробницю. Було виявлено нетлінні тіла Авраама, Ісака та Якова та їх похоронні савани. Цей факт зафіксували кілька арабських істориків того часу: Алі з Герата, Алі ібн Аль-Асир, Абн аль-Каланісі тощо.
У 1188 році Хеврон захопив Саладін. Він перетворив переконзамок в мечеть, але дозволив християнам поклонятися гробниці. Саладін також побудував мінарет на кожному розі замку, два з яких дотепер збереглися, і мінбар. У 1267 році мамлюцький султан Бейбарс I заборонив євреям і християнам вхід до печери, при цьому, євреям було дозволено підніматися тільки на п'яту (пізніше — на сьому) сходинку по зовнішній стороні східної стіни і опускати записки з проханнями до Бога в отвір в стіні біля четвертої сходинки.
Після Шестиденної війни в 1967 році, в якій Ізраїль отримав контроль над Хевроном, першим євреєм, який увійшов в печеру Махпела після 700 років заборони, був головний рабин Армії оборони Ізраїлю, генерал-майор Шломо Горен. Територія пам'ятки належить мусульманській громаді, але з 1968 року діє домовленість, згідно з якою відводяться окремі дні для відвідування святині євреями. На території святині було здійснено низку терористичних актів, були загиблі та поранені з обох сторін. Найвідомішим був теракт, вчинений єврейським лікарем Барухом Гольдштейном. 25 лютого 1994 року Барух Гольштейн в мечеті розстріляв з автомата 29 осіб, ще 150 поранено. Самого терориста забили на місці мусульмани. Теракт викликав заворушення, у яких загинуло ще близько 30 осіб. Щоб уникнути подальших терактів, об'єкт знаходиться під охороною ізраїльської армії, а щоб потрапити до святині, потрібно пройти перевірку на контрольно-пропускному пункті.

## Дивись також
Печера Пророка Іллі
Гробниця Йосипа
Гробниця Рахилі